# Fábián Imre (zenekritikus)
Fábián Imre (Mátészalka, 1930. június 15. – Hamburg, 2002. december 19.) zenetörténész, zenekritikus

## Életpályája
1930. június 15-én született Mátészalkán. Zenetudományi tanulmányait a budapesti Zeneakadémián 1954 és 1959 között végezte, közben már 1954-től a Magyar Rádió munkatársaként is dolgozott. 1962-ben jelent meg a Kis zenei könyvtár sorozatban, Richard Straussról szóló kismonográfiája, amely egyben a szakdolgozata is volt.
Tanulmányai befejezése után rádió- és tévéműsorokat készített, valamint zenekritikákat, beszámolókat írt a Muzsika, a Népszabadság és a Film, Színház, Muzsika számára. Ez utóbbi hetilapnak 1954 és 1970 között főállású zenekritikusa is volt. 
1970-ben családjával együtt elhagyta Magyarországot. 1971 decemberétől 1994-ig az Opernwelt című nagyhírű zenei folyóirat főszerkesztőjeként tevékenykedett. Szülőhazája Fábián Imre zenetudósi, szerkesztői életművének értékeit kitüntetéssel honorálta.
2002. december 19-én, 72 évesen Hamburgban érte a halál.

## Munkássága
Fő érdeklődési területe a 20. század zene- és az operatörténete volt. 1961-ben mesterével, Kókai Rezsővel együttműködve a 20. század zenéjéről kötetet adott ki, majd ezt 1966-ban egy Fábián által összeállított szöveggyűjtemény követte (A huszadik század zenéje. Muzsikusok, esztéták századunk zenéjéről).
1964-ben Gárdonyi Zoltánnal, Rajeczky Benjaminnal és Szabolcsi Bencével együttműködve részt vett a nagy német zenei lexikon, a Musik in Geschichte und Gegenwart Magyarország címszavának megírásában. 
Operai érdeklődésének korai dokumentuma egy, a műfaj születéséről szóló rövid tanulmány az Albert Istvánnal közösen, 1963-ban kiadott, zenetörténeti művészcsoportokról szóló kötetben (Együtt, új utakon. Művészcsoportok a zenetörténetben), valamint az Ernster Dezsőről szóló, 1969-es publikáció a Nagy magyar előadóművészek sorozatban. 1969-ben jelent meg a „Válságban az opera?” című műve.